# Грищенко Володимир Костянтинович
Володимир Костянтинович Грищенко (нар. 16 листопада 1937) — кандидат хімічних наук, старший науковий співробітник, Лауреат Державної премії України в галузі науки і техніки (1996) та премії НАН України імені А. І. Кіпріанова (1991), академік Української технологічної академії, провідний науковий співробітник ІХВС НАН України

## Життєпис
Народився 16 листопада 1937 р. у м. Дніпропетровськ. Вищу освіту здобув у 1960 р. на хіміко-технологічному факультеті Дніпропетровського металургійного інституту за спеціальністю хімічна технологія палива. Після закінчення інституту працює в Інституті хімії високомолекулярних сполук НАН України, де обіймав посаду інженера (1960 р.) лабораторії нафтохімічних технологій, молодшого наукового співробітника лабораторії термостійких полімерів (1961 р.) та відділу олігомерів (1963 р.). У 1966 р. вступив до аспірантури ІХВС АН УССР без відриву від виробництва, де під керівництвом д.х.н. Ю. Л. Спіріна вперше провів дослідження із синтезу та вивчення властивостей реакційноздатних олігомерів з кінцевими функціональними групами (Авт. Свідоцтво СРСР 1967 р.). У 1971 р. захистив дисертаційну роботу за темою «Синтез олігодієнів з кінцевими гідроксильними групами і поліуретанів на їх основі» на здобуття наукового ступеня кандидата хімічних наук. У 1972 р. В. К. Грищенко вчений секретар наукової Ради з проблеми «Високомолекулярні сполуки». У 1975 р. присвоєно вчене звання старшого наукового співробітника.
Упродовж 1973—1980 років обіймає посаду вченого секретаря ІХВС НАН України, 1980—2002 років — заступника директора з наукової роботи, 1977—2007 — завідувача відділом олігомерів і синтетичних каучуків, провідного наукового співробітника відділу хімії олігомерів і сітчастих полімерів.

## Науковий доробок
Науковий напрям робіт — розробка, наукові основи створення та фотохімія реакційноздатних олігомерів і синтетичних каучуків, вивчення закономірностей формування полімерних та еластомерних матеріалів на їх основі. Під керівництвом В. К. Грищенка у віддідлі олігомерів розроблено методи синтезу нових функціоналізованих ініціаторів радикальної полімеризації — азосполук, які містять гідразидні, гідразонні, аміно, β-гідроксиамідні та інші групи, та вперше отримано олігомери, що містять ці функціональні групи і еластомерні композиційні матеріали на їх основі (20 авторських свідоцтв). Вивчено олігомеризацію та коолігомеризацію дієнових і вінілових мономерів при ініціюванні функціоналізованими азоініціаторами та пероксидом водню в середовищі осаджувача, запропоновано механізм процесу, який пояснює вплив розчинника на розподіл олігомерів за типом функціональності. Спільно з рядом галузевих інститутів розроблено способи модифікації шинних гум синтезованими реакційноздатними рідкими каучуками з метою підвищення фізико-механічних та експлуатаційних властивостей гум. Набули подальшого розвитку дослідження в напрямку фотохімічно ініційованої полімеризації реакційноздатних олігомерів та їх композицій. Результати досліджень узагальнено в написаній В. К. Грищенком у співавторстві монографії «Жидкие фотополимеризующиеся композиции» (1985 р.). Встановлена спроможність розроблених полімеризаційноздатних олігомерів кополімеризуватися з мономерами вінілового ряду під дією температури, ініціаторів і УФ-опромінення зумовила широкі можливості їх практичного використання в різних галузях техніки (гібридні зв'язуючі, фотополімерні друкарські форми, покриття, клеї та ін.). Під його керівництвом виконано і захищено 4 кандидатські дисертації.

## Премії та відзнаки
За Цикл робіт «Композиції, що фотополімеризуються, та полімерні матеріали на основі уретанвмісних олігомерів» відзначено премією ім. А. І. Кіпріанова НАН України (1991 р.). За цикл робіт «Наукові основи створення фоточутливих олігомерних матеріалів і методів реєстрації оптичної інформації та їх використання в наукоємних технологіях» присвоєно звання лаурета Державної премії України в галузі науки і техніки (1996 р.). Також нагороджений Почесними грамотами Президії НАН України та УК профспілки працівників НАН України

## Список основних публікацій
В. К. Грищенко — автор понад 250 наукових праць та 65 винаходів.

### Монографії
- 1. Грищенко В. К., Маслюк А. Ф., Гудзера С. С. Жидкие фотополимеризующиеся композиции.- Киев: Наук. думка.- 1985.- 208 с.
- 2. Спирин Ю. Л., Грищенко В. К. Олигодиены и полиуретаны на их основе. В кн. Успехи химии полиуретанов.- Киев. Наукова думка.- 1972.- С.5-50.
- 3. Грищенко В. К. Проблемы химии реакционноспособных олигомеров. // Полимеры-80.- Киев: Наук. думка.- 1980.- С.138-151.

### Статті
Профіль Грищенко В. К. в google scholar [Архівовано 27 квітня 2018 у Wayback Machine.]
- 1. Myshak, V., Seminog, V., Grishchenko, V., & Barantsova, A. Modified composites based on poly(ethylene-vinyl acetate) and crumb rubber Chemistry & Chemical Technology, 2017, 11(4), 454—458.
- 2. Grishchenko, V. K., Filipovich, A. Y., Brovko, A. A., Bazalyuk, L. V., Shevchenko, V. V. (2016). Features of formation and viscoelastic properties of epoxyurethanes based on aliphatic cyclocarbonate oligomers. Polymer Science Series D, 2016, 9(3), 270—272.
- 3. Спирин Ю. Л., Грищенко В. К., Кочетова Г. И., Ангелова А. В. Полярный эффект σ-заместителей в радикальной полимеризации// Высокомолекуляр. Соединения Сор. Б. — 1973. 15, № 1.- С.27-29.
- 4. Бусько Н. А., Грищенко В. К., Кочетов Д. П. Фотоинициированная радикальная полимеризация уретансодержащего сополимера // Теоретич. и эксперим. химия.- 1993. –29, № 6. –С. 539—544.
- 5. Grishchenko V.K., Boiko V.P., Svistova E.I., Yatsimirskaya T.S., Valuev V.I., and Dmitrieva T.S.Hydrogen-Peroxide-Initiater Polymerization of Isoprene in Alcohol Solutions // J. of Applied Polym. Scie. –1992 , 46. –Р. 2081—2087.
- 6. Грищенко В. К., Бойко В. П., Кондратюк А. З., Дишлова Т. І. / Синтез низькомолекулярних рідких каучуків радикальною полімеризацією фракції С4 піролізу нафтопродуктів // Доп. НАН України.- 1996, № 10.- С.123-126.
- 7. Грищенко В. К., Бусько Н. А., Баранцова А. В., Фальченко З. В. Азоинициаторы, карбоцепные олигомеры с концевыми функциональными группами и полимеры на их основе.- Композ. Полімер.матеріалами. –2000.- 22, № 1.- С. 22-25.
- 8. Busko N.A., Grishchenko V.K., Shtompel V.I., Babkina N.V., Rosovitski V.F., Privalko V.P./ Phase morfology and dynamic mechanical properties of model polyblock copolymers prepared from reactive oligomers // Polymer & Polymer Composites.- 2001.- 9, No. 8. — Р. 509—513.
- 9. Баранцова А. В., Грищенко В. К., Фальченко З. В., Бусько Н. А., Смирнова Т. Н., Ежов П. В., Бондаренко О. Ф. Полиэфируретанакрилаты и их голографические свойства. // Высокомолекуляр.соединения — Серия А. — 2007. –48, № 8.- С.1-8.
- 10. Burel, F., Oulyadi, H., Bunel, C., Grishchenko, V., Busko, N., Barantsova, A., Boiko, V. (2011). Synthesis and structural characterization of a liquid polyisoprene bearing amidoxime end groups. Journal of Polymer Research, 18(6), 2265—2273.

### Патенти
Спиисок патентів в базі uapatents.com [Архівовано 21 травня 2018 у Wayback Machine.]
- 1. Бойко В. П., Грищенко В. К., Лебедєв Є. В. Полімеризаційна система для олігомерів з кінцевими гідроксильними групами № 113304, Опубл. 25.01.2017
- 2. Гудзенко Н. В., Грищенко В. К., Баранцова А. В., Бусько Н. А., Кочетова Я. В., Сільченко Ю. О. Реакційноздатні олігомери з кінцевими ізоціанатними групами як вихідні речовини для композиційних полімерних матеріалів № 102656, Опубл.10.11.2015
- 3. Кучмій С. Я., Ясінська Л. М., Маїк В. З., Гранчак В. М., Сисюк В. Г., Заремба П. О., Давискиба П. М., Грищенко В. К. Фотополімеризаційноздатний адгезив для оздоблення друкованої продукції способом холодного тиснення фольгою № 99202 Опубл.25.07.2012
- 4. Філіпович А. Ю., Грищенко В. К., Баранцова А. В. Полімерна композиція для покриття 10.09.2010, бюл. № 17, № 52719
- 5. Філіпович А. Ю., Грищенко В. К., Єрмольчук Л. В. Полімерна композиція холодного отвердіння 25.07.2013, бюл. № 14, № 82276